# 金瀚
金瀚（1993年6月7日—），中国内地男演员、歌手，出生於青海省西寧市。2015年参加广东卫视《中国好男儿》获得全国总决赛季军而备受媒体和观众关注。後以演員身份出演2016年《锦绣未央》中“叱雲南”一角而再度引起關注；再於2017年出演《楚乔传》中的“趙西風”一角而廣為人知；2018年于幕後老闆黃斌的策划下，在《你和我的倾城时光》中飾演男主角“厲致誠”。

## 生平

### 早年經歷
- 1993年，出生于青海省西宁市一个军人家庭，他爷爷、爸爸均是部队军人。
- 2009年，获得青海省“Dancing by you”舞蹈大赛总决赛第四名。
- 2010年，考入北京现代音乐学院表演系本科班，学习表演 。
- 2011年，参加全国WIB街舞大赛获得河北赛区16强。

### 出道
- 2013年，拍摄偶像剧《超级教师》、《谁的青春不热血》。[1]
- 2014年，担任胡彦斌单曲《爱情是怎么了》、《劫后余生》MV男主角，亦是首次出演MV。

### 走紅
- 2015年，参加广东卫视《中国好男儿》获得全国总决赛季军，深受郭敬明[2][3]、刘晓庆[4]的热捧。
- 2016年，出演《錦繡未央》中的“叱雲南”一角，雖為不討喜的反派角色，卻也因醜帥的顏值映入眼簾。
- 2017年，出演《楚喬傳》中的“趙西風”一角，為二度出演反派角色。在該劇中的戲份雖少，卻也與宇文懷一角同樣反派角色引起廣大觀眾討論。
- 2018年，出演《你和我的傾城時光》中的“厲致誠”一角，由黃斌經紀人力推而與趙麗穎合作，為首次擔任電視劇男主角，亦是與往常不同的“非反派”角色。[5]

## 影视作品

### 电视剧
| 首播年份     | 剧名                       | 角色             | 备注                 |
| 首播年份不詳 | 《欲望深渊》               | 男二号           | 法制欄目劇           |
| 2013年       | 《風雨麗人》之《无言结局》 | 孟章             | 四川卫视普法栏目剧剧 |
| 2014年       | 《超级教师》               | 叶玉虎           | 网络剧               |
| 2015年       | 《伊川大魔王》             | 沐澤             | 網絡劇               |
| 2016年       | 《校园篮球风云》           | 高原             | 网络剧               |
| 2016年       | 《城市恋人》               |                  | 2012年拍攝           |
| 2016年       | 《锦绣未央》               | 叱云南（蒋南）   |                      |
| 2017年       | 《大王不容易》             | 王叔（摄政王）   |                      |
| 2017年       | 《楚乔传》                 | 赵西风           |                      |
| 2018年       | 《你和我的倾城时光》       | 厲致誠           |                      |
| 2019年       | 《没有秘密的你》           | 江夏             | 网络剧               |
| 2019年       | 《谁的青春不叛逆》         | 魏一             |                      |
| 2019年       | 《鹤唳华亭》               | 蕭定棠           |                      |
| 2020年       | 《今夕何夕》               | 爾玉／馮夕／龐璽 | 网络剧               |
| 2021年       | 《君九龄》                 | 朱瓒             |                      |
| 2022年       | 《遇见璀璨的你》           | 季默             |                      |
| 2022年       | 《乌云遇皎月》             | 鄔遇／于哥         | 網絡劇               |
| 2023年       | 《甜小姐与冷先生》         | 冷斯明           |                      |
| 2023年       | 《西出玉门》               | 江斬             | 網絡劇               |
| 2025年       | 《爱上海军蓝》             | 伍肆             | 2021年拍攝           |
| 待播         | 《雷霆令》                 | 莊嚴             |                      |
| 待播         | 《繁华落尽》               |                  | 網絡劇               |

### 电影
| 首播年份 | 剧名               | 角色   | 备注           |
| 2014年   | 《姐妹》           | 金瀚   |                |
| 2014年   | 《谁的青春不热血》 | 王博   | 首次出演男主角 |
| 2015年   | 《再見美人魚》     | 高鴻泰 | 男主角         |

### 電視節目
| 年份   | 頻道            | 節目名稱                          | 介紹                        |
| 2019年 | 芒果TV 湖南衛視 | 《哈哈農夫》                      | 每周五播出                  |
| 2020年 | 芒果TV 湖南衛視 | 《妻子的浪漫旅行》第四季          | 每周六播出                  |
| 2022年 | 芒果TV 湖南衛視 | 《披荊斬棘》第二季                | 每週四周五中午12:00單播雙播 |
| 2025年 | CCTV-1          | 《宗师列传·大唐诗人传》（李贺篇） |                             |

## 音乐作品
| 年份   | 歌曲名称     | 备注                           |
| 2016年 | 《緣因我》   | 電視劇《錦繡未央》插曲         |
| 2018年 | 《傾城時光》 | 電視劇《你和我的傾城時光》插曲 |

### MV
- 《爱情是怎么了》－胡彥斌
- 《劫后余生》－胡彥斌

## 獎項與榮譽
| 年份   | 頒獎典禮               | 獎項       | 作品               | 备注 |
| 2016年 | 中国襄阳大学生微电影展 | 最佳男主角 | 《谁的青春不热血》 | 獲獎 |